# 25 janvier 1886
Le lundi 25 janvier 1886 est le 25e jour de l'année 1886.

## Naissances
- Helen Benson, universitaire néo-zélandaise († 20 février 1964).
- Henri Edebau, homme politique belge († 20 janvier 1964).
- Wilhelm Furtwängler, chef d'orchestre allemand († 30 novembre 1954).
- Jeanne Matthey, joueuse de tennis française († 24 novembre 1980).
- Emilio Petacci, acteur italien († 20 mars 1965).
- Willie Smith, joueur de snooker britannique († 2 juin 1982).

## Décès
- Rodolphe-Ernest de Fontarèches, homme politique français (° 1796).
- Pierre Goguet, notaire et homme politique français (° 12 mai 1830).
- Jules Guérin, médecin belge (° 11 mars 1801).